# Список населённых пунктов Лысковского района Нижегородской области
| Образование               | Населённые пункты в составе образования |
| ------------------------- | --- |
| Город Лысково             | г. Лысково д. Головково |
| Рабочий посёлок Макарьево | р. п. Макарьево |
| Барминский сельсовет      | с. Бармино п. Анатольевка с. Варганы д. Кременки |
| Белозерихинский сельсовет | с. Белозериха с. Асташиха п. Березки |
| Берендеевский сельсовет   | с. Берендеевка д. Владимировка д. Волчиха п. Восход с. Елховка д. Казыевка с. Каменка п. Лывы с. Петровка с. Саурово п. Старатель |
| Валковский сельсовет      | с. Валки п. Богородское п. Верхний Красный Яр п. Керженский |
| Великовский сельсовет     | с. Великовское с. Комариха с. Нижний Красный Яр |
| Кириковский сельсовет     | с. Кириково д. Баранниково д. Белавино д. Богомолово с. Большое Шипилово д. Гражданка (бывшая) с. Ермолино с. Красная Лука д. Летнево с. Ляпуны с. Малое Шипилово д. Монари д. Уварово                                                       |
| Кисловский сельсовет      | п. Нива д. Бахмут д. Брюханово с. Дубенщино с. Егорьевское д. Елевка д.Исламовка (бывшая) с. Кисловка д. Кожино с. Колычево д. Крестьянка д. Лыткино с. Окинино д. Покровка д. Саревка с. Семово д. Сумкино д. Уткино с. Черемиска с. Юркино |
| Красноосельский сельсовет | с. Красный Оселок д. Ерзовка п. Красновидово п. Крестьянка п. Новинки п. Очаиха с. Просек |
| Леньковский сельсовет     | с. Леньково д. Гугино п. Друг Крестьянина д. Коноплянка с. Коробиха д. Курбатиха д. Лужки с. Негоново д. Петриха с. Плотинское с. Ратунино д. Сущево п. Труд с. Чернуха                                                                      |
| Малиновский сельсовет     | д. Малиновка д. Валава д. Княжиха д. Кокореково с. Преснецово д. Стрелка |
| Никольский сельсовет      | с. Никольское п. Вадимовка д. Лебедиха д. Перелетиха с. Чистое Поле |
| Трофимовский сельсовет    | с. Трофимово с. Исады д. Лысая Гора д. Неверово с. Окишино д. Ушаковка д. Яблонка |
| Черномазский сельсовет    | д. Чёрная Маза п. Бор с. Сельская Маза д. Хохолевка |

## Источник
Населённые пункты Лысковского района (недоступная ссылка)